# Hillingdon House
A Hillingdon House (Casa Hillingdon) é uma mansão em Hillingdon, na Grande Londres. A casa original foi construída em 1717 para servir como um retiro de caça para o duque de Schomberg. Passou por diversos proprietários até que foi destruída durante um incêndio e a casa actual foi construída em 1844.
O governo britânico comprou a casa em 1915 e na falhada tentativa que abrir um campo de prisioneiros de guerra, lá instalou um hospital militar. Em 1917, dá-se início construção do que se tornaria a RAF Uxbridge. Em termos militares, a casa serviu como quartel-general do Grupo nº 11 da RAF e do Comando de Bombardeiros da RAF. O rio Pinn passa nas imediações e corre de norte para sul. A propriedade Hillingdon House Farm situa-se a norte da casa e inclui o Complexo Desportivo e de Lazer de Hillingdon. A quinta cessou as suas actividades em 1965.
Em 2011, foram aprovados diversos planos para o reaproveitamento e desenvolvimento da RAF Uxbridge, onde está estipulado que a casa será renovada para albergar um restaurante.